# Noguchiodendron sphaerocarpum
Noguchiodendron sphaerocarpum är en bladmossart som beskrevs av Ninh och Tamás Pócs 1981. Noguchiodendron sphaerocarpum ingår i släktet Noguchiodendron och familjen Neckeraceae. Inga underarter finns listade i Catalogue of Life.